# Рыльково (Смоленская область)
Рыльково — деревня в Гагаринском районе Смоленской области России. Входит в состав Акатовского сельского поселения. По состоянию на 2007 год постоянного населения не имеет. 
Расположена в северо-восточной части области в 16 км к северо-востоку от Гагарина, в 17 км севернее автодороги М1 «Беларусь», на берегу реки Рыльковка. В 15 км южнее деревни расположена железнодорожная станция Батюшково на линии Москва — Минск. 

## История
В годы Великой Отечественной войны деревня была оккупирована гитлеровскими войсками в октябре 1941 года, освобождена в марте 1943 года.

## Известные уроженцы и жители
- Сухобоченков, Николай Львович (1922—2015) — советский партийный и общественный деятель, секретарь Карачаево-Черкесского обкома КПСС, участник Великой Отечественной войны, почётный гражданин города Черкесска.